# Yerba Buena Center for the Arts
El Yerba Buena Center for the Arts (YBCA) es un teatro y un centro de arte contemporáneo en San Francisco, California, Estados Unidos. Localizado en Yerba Buena Gardens, el YBCA cuenta con presentaciones de artes visuales, filmes y vídeos que celebran los artistas locales, nacionales e internacionales que llegan al Área de la Bahía de San Francisco. El edificio de la galería de arte del YBCA fue diseñado por el arquitecto japonés Fumihiko Maki y el teatro por el arquitecto estadounidense James Stewart Polshek.
El centro es a menudo usado para las presentaciones de los nuevos productos de Apple Inc.